# مرداء الغويبي (مأرب)

تعديل مصدري - تعديل

مرداء الغويبي هي إحدى عزل ال غويبي بمديرية مأرب التابعة لمحافظة مأرب، بلغ تعداد سكانها 600 نسمة حسب تعداد اليمن لعام 2004.